# Amphipyra
Amphipyra là một chi bướm đêm duy nhất còn lại trong phân họ Amphipyrinae, các chi khác đã được chuyển sang phân họ khác như Hadeninae.

## species
- Amphipyra acheron Draudt, 1950
- Amphipyra albicilia Hampson, 1894
- Amphipyra albolineola Yoshimoto, 1993
- Amphipyra alpherakii (Staudinger, 1888)
- Amphipyra anophthalma Boursin, 1963
- Amphipyra averna Hreblay & Ronkay, 1997
- Amphipyra berbera – Svensson's Copper Underwing Rungs, 1949
- Amphipyra boursini Hacker, 1998
- Amphipyra brunneoatra Strand, 1916
- Amphipyra cancellata Warren, 1911
- Amphipyra charon Draudt, 1950
- Amphipyra cinnamomea (Goeze, 1781)
- Amphipyra costiplaga Draudt, 1950
- Amphipyra cupreipennis Moore, 1882
- Amphipyra deleta Draudt, 1950
- Amphipyra deletaiwana Hreblay & Ronkay, 1998
- Amphipyra effusa Boisduval, 1829
- Amphipyra erebina Butler, 1878
- Amphipyra formosana Hacker & Ronkay, 1998
- Amphipyra fuscusa Chang, 1989
- Amphipyra glabella (Morrison, 1874)
- Amphipyra herrichschaefferi Hacker & Peks, 1998
- Amphipyra herzigi Hreblay & Ronkay, 1998
- Amphipyra horiei Owada, 1996
- Amphipyra jankowskii Oberthür, 1884
- Amphipyra kautti Hacker, 2002
- Amphipyra livida (Denis & Schiffermüller, 1775)
- Amphipyra magna Walker, 1865
- Amphipyra marmorea Hreblay & Ronkay, 1998
- Amphipyra micans Lederer, 1857
- Amphipyra microlitha Hreblay & Ronkay, 1998
- Amphipyra molybdea Christoph, 1867
- Amphipyra monochroma Yoshimoto, 1993
- Amphipyra monolitha Guenée, 1852
- Amphipyra okinawensis Sugi, 1982
- Amphipyra owadai Hreblay, Peregovits & Ronkay, 1999
- Amphipyra pallidipennis Hreblay & Ronkay, 1998
- Amphipyra perflua (Fabricius, 1787)
- Amphipyra porphyrea Hreblay & Ronkay, 1998
- Amphipyra pyramidea – Copper Underwing (Linnaeus, 1758)
- Amphipyra pyramidoides Guenée, 1852
- Amphipyra schrenckii Ménétriés, 1859
- Amphipyra sergei (Staudinger, 1888)
- Amphipyra shyrshana Chang, 1989
- Amphipyra stix Herrich-Schäffer, 1850
- Amphipyra striata Bremer & Grey, 1853
- Amphipyra strigata Fletcher, 1968
- Amphipyra subtrigua Bremer & Grey, 1853
- Amphipyra suryai Yoshimoto, 1993
- Amphipyra tetra (Fabricius, 1787)
- Amphipyra tragopoginis – Mouse Moth (Clerck, 1759)
- Amphipyra tripartita Butler, 1878

## Hình ảnh

### Imagines

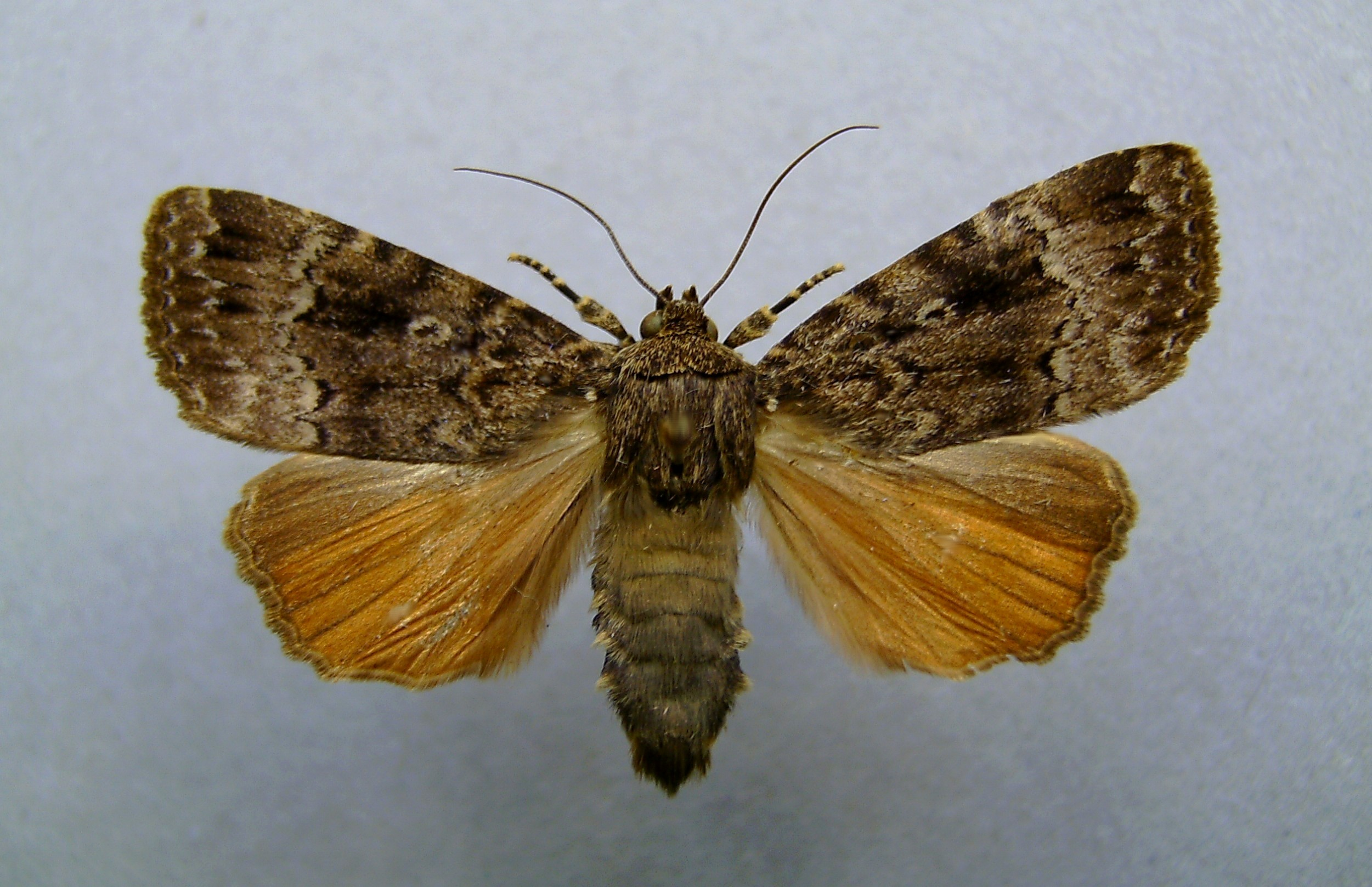
Amphipyra berbera
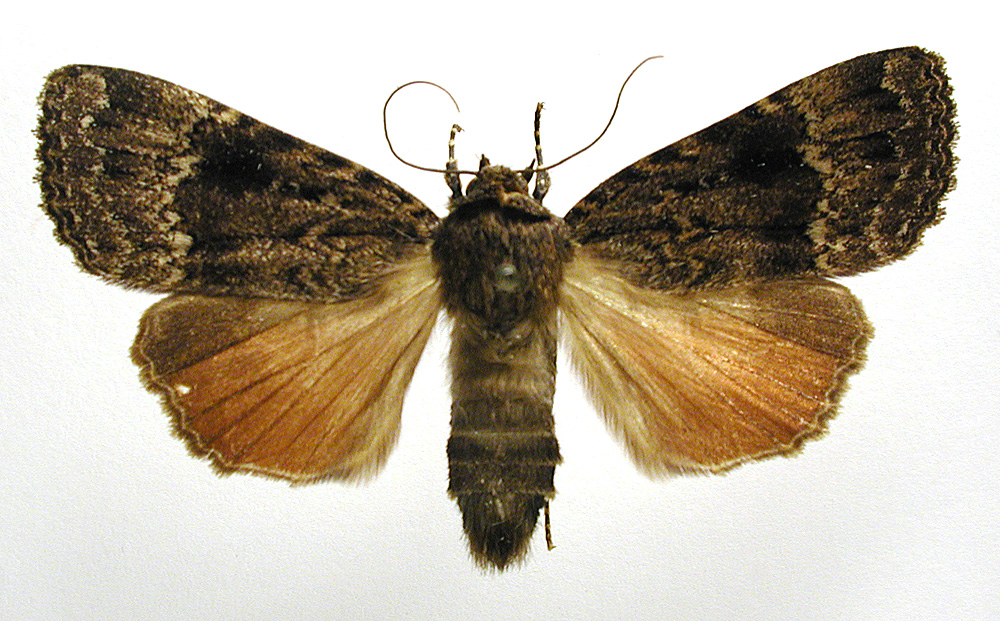
Amphipyra pyramidea
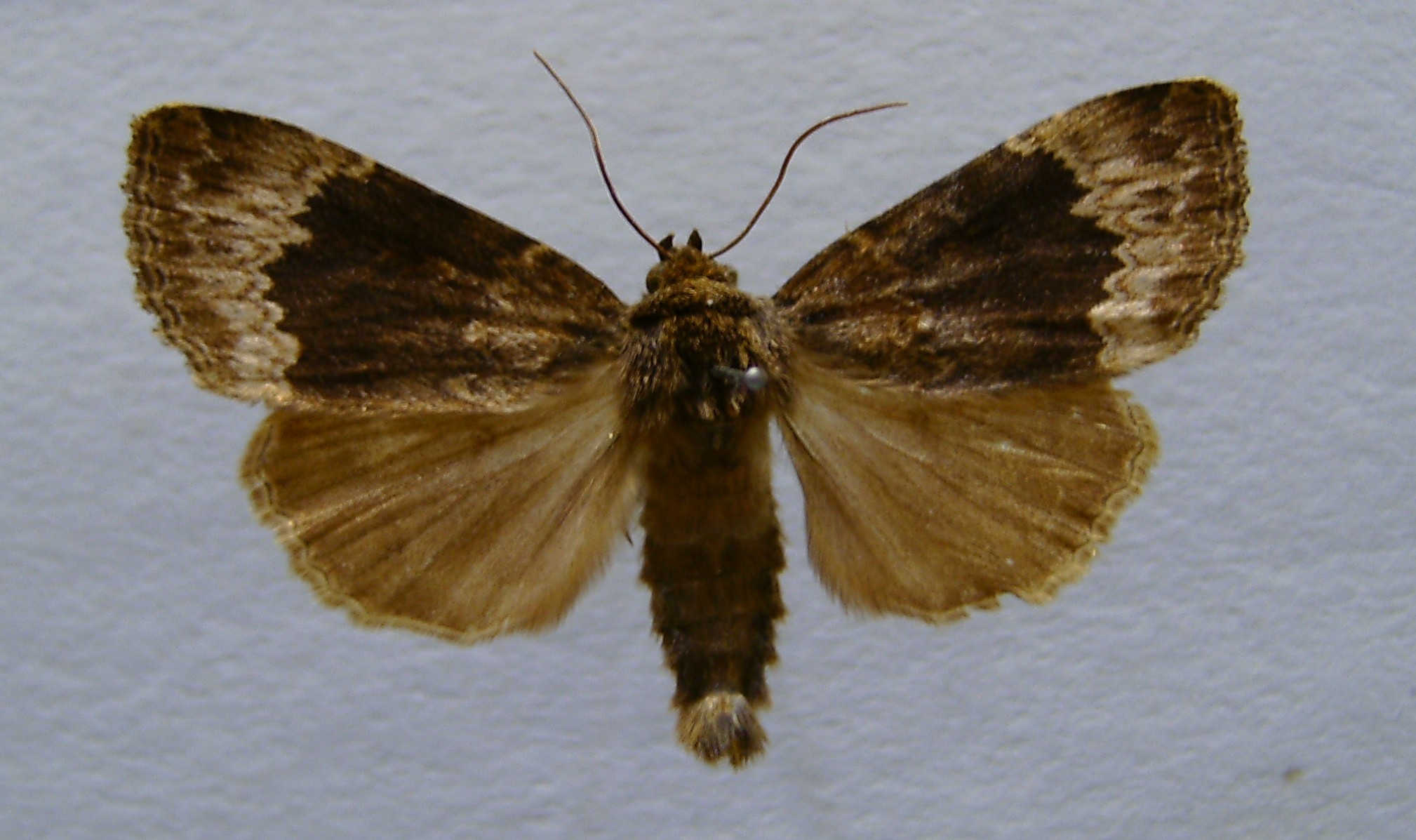
Amphipyra perflua
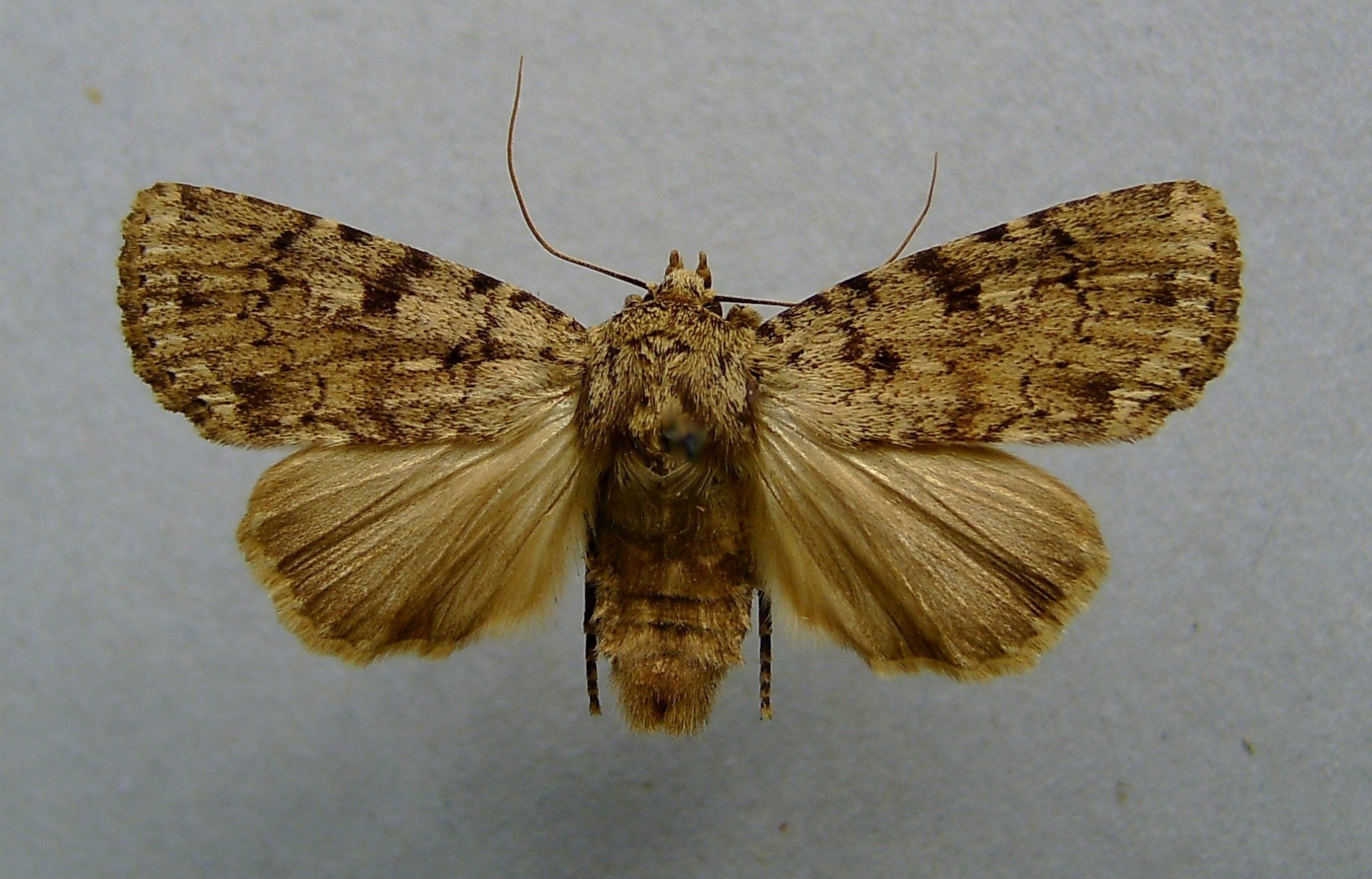
Amphipyra effusa
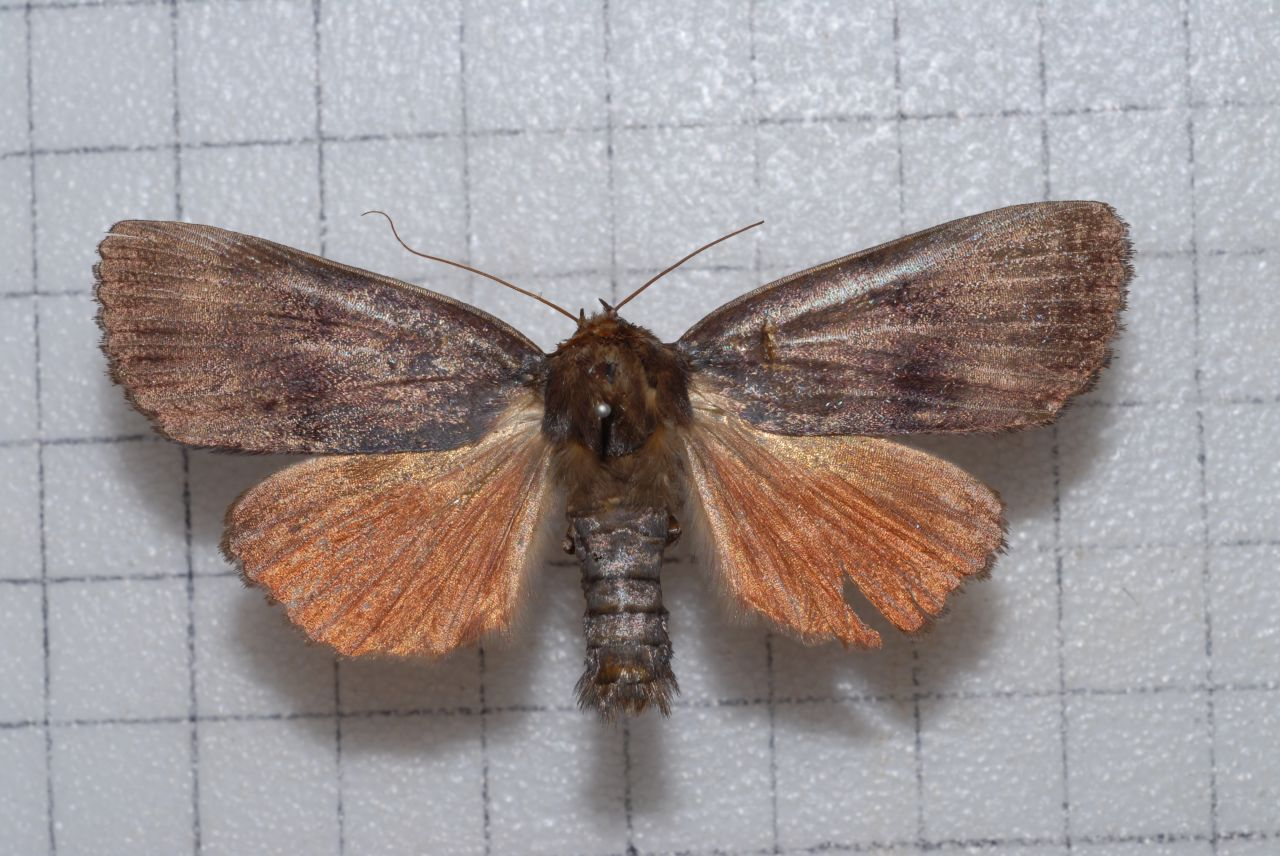
Amphipyra fuscusa
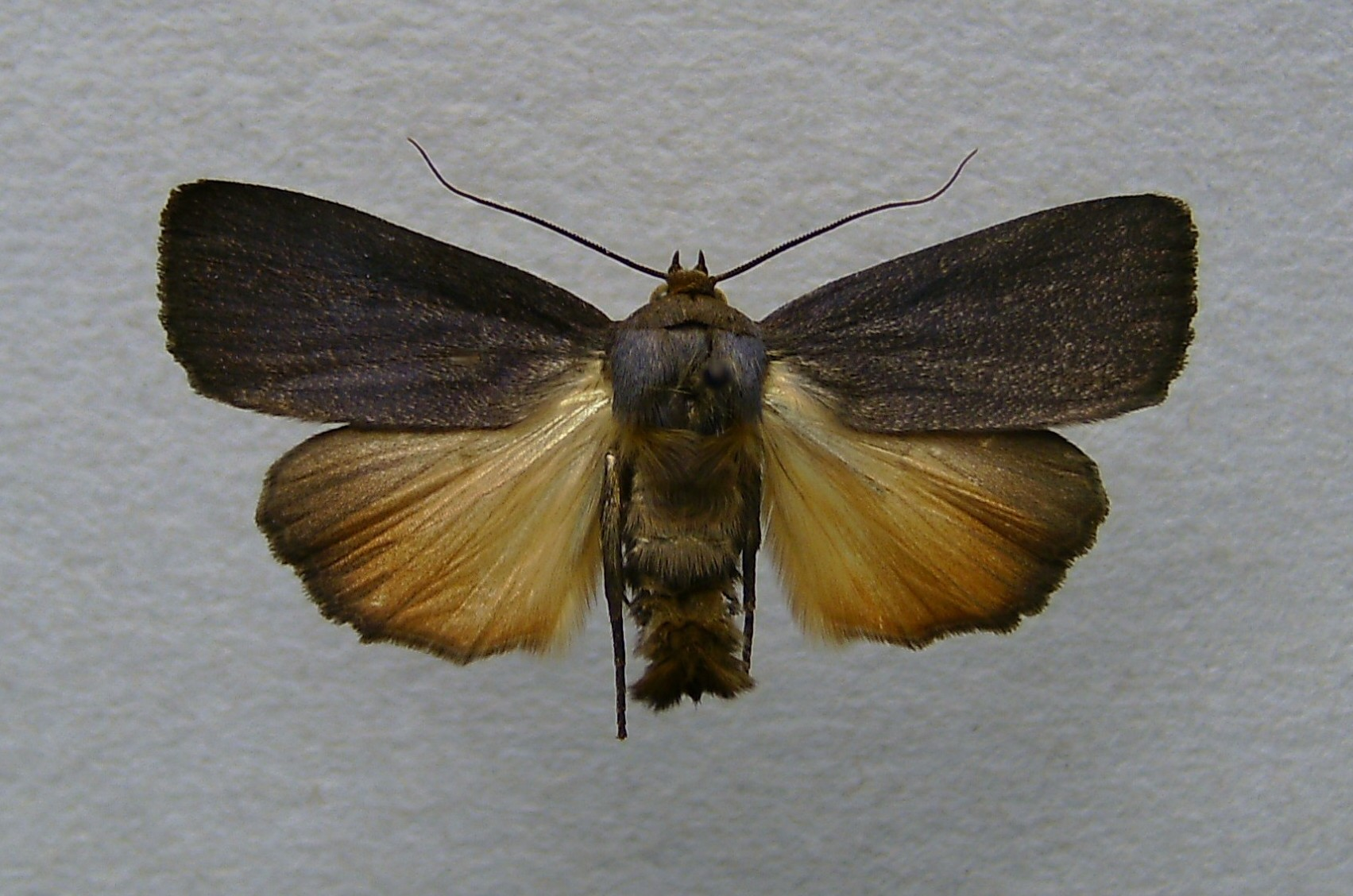
Amphipyra livida
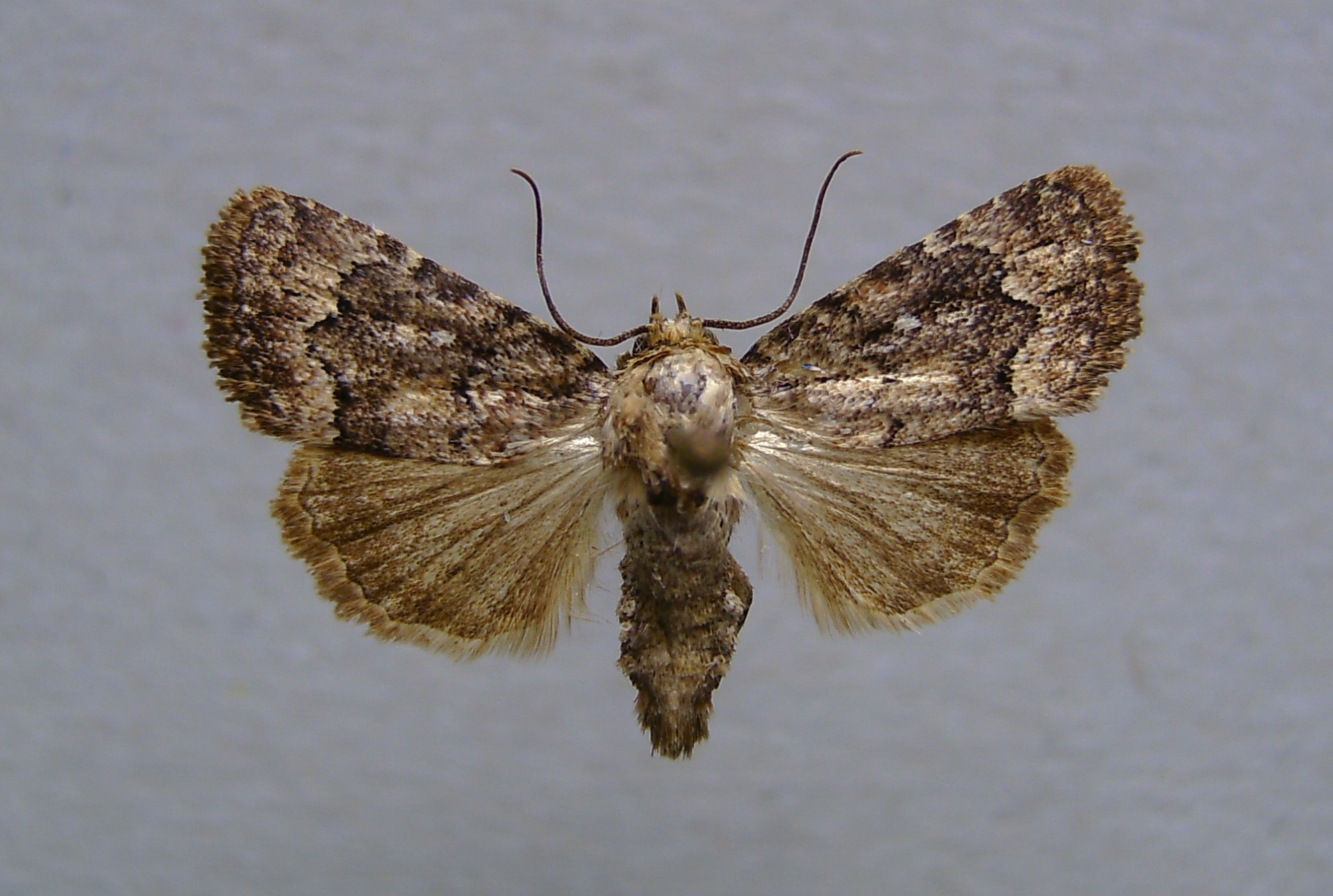
Amphipyra micans
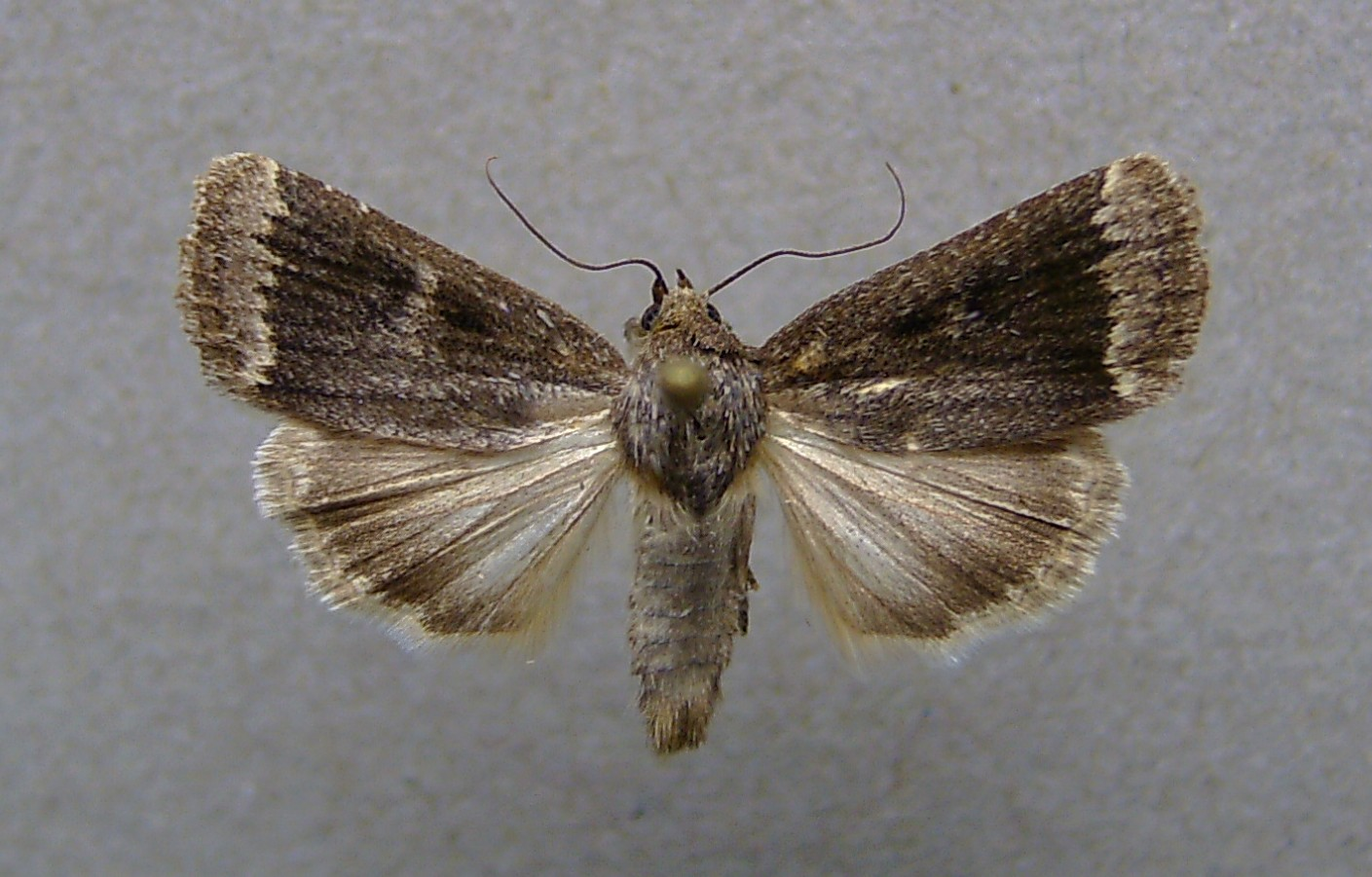
Amphipyra stix
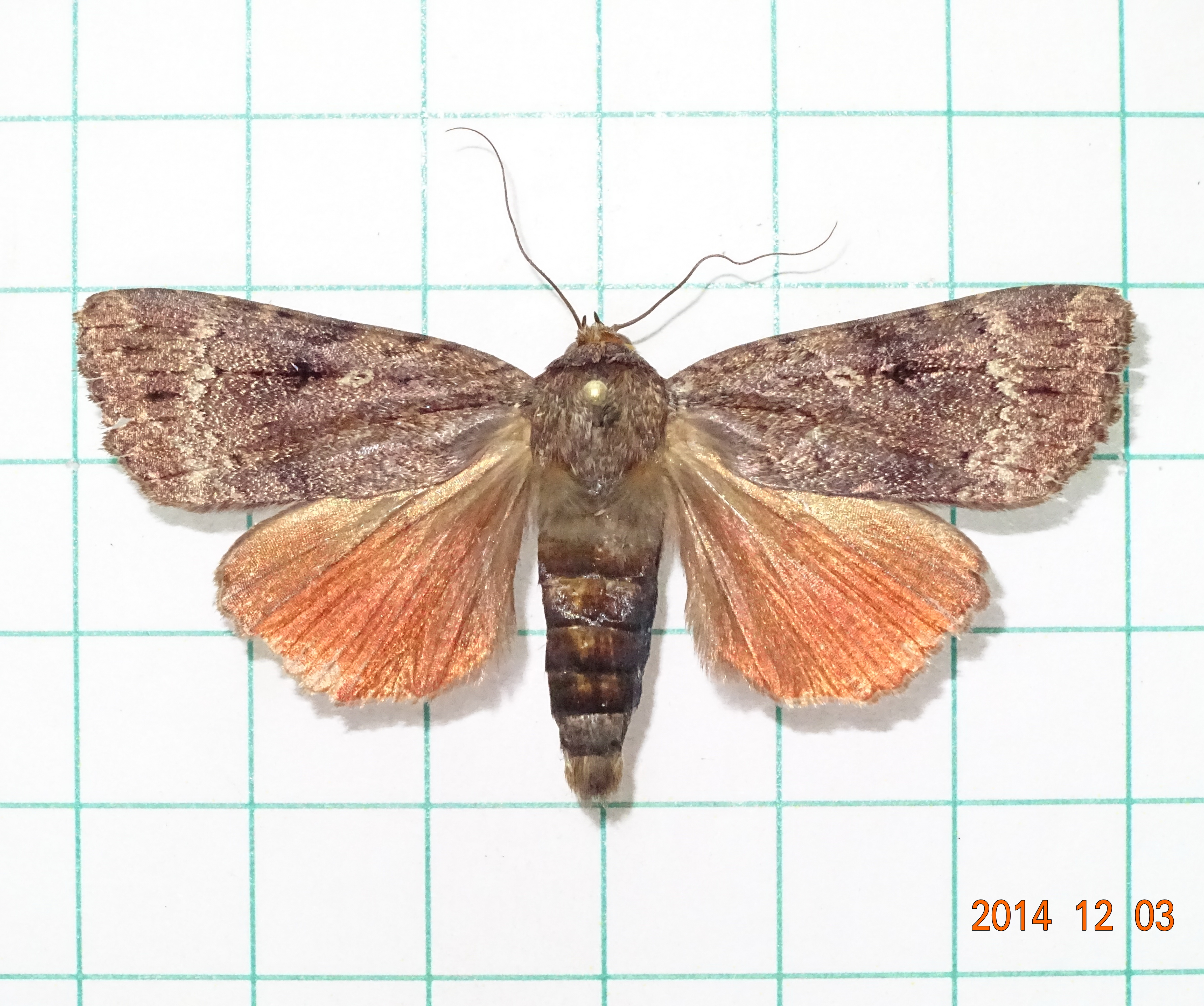
Amphipyra monolitha
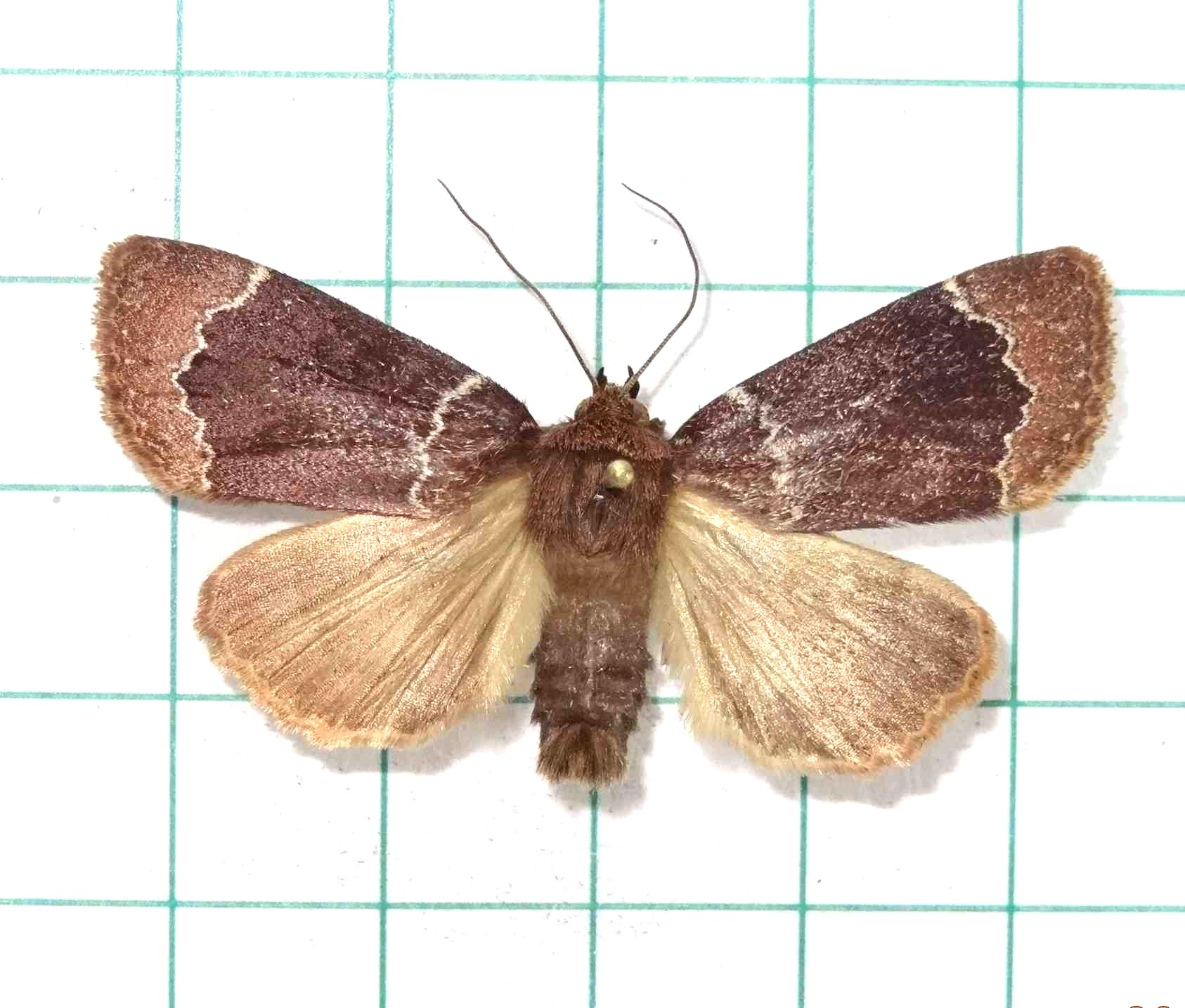
Amphipyra shryshana
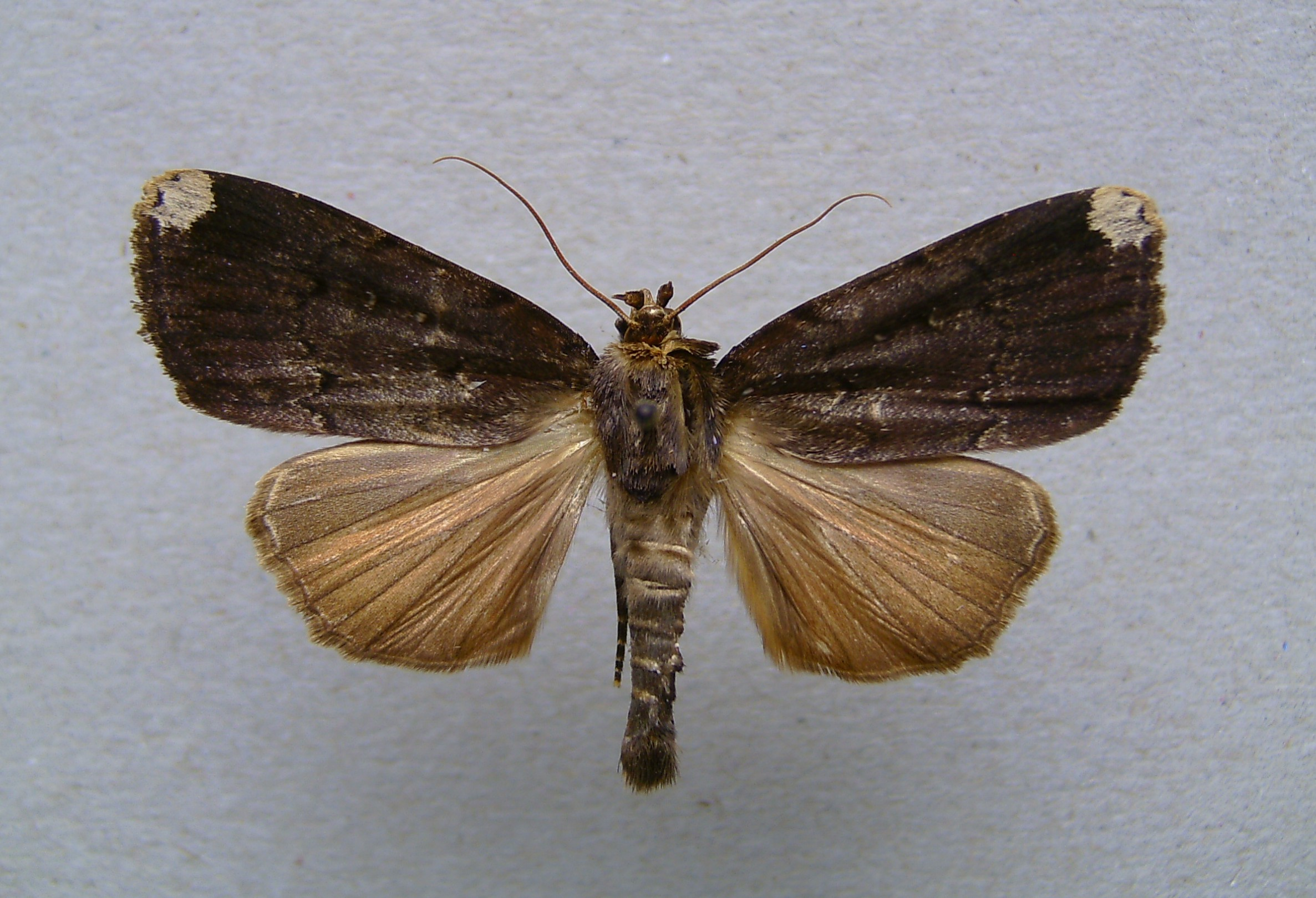
Amphipyra schrenkii
Amphipyra averna
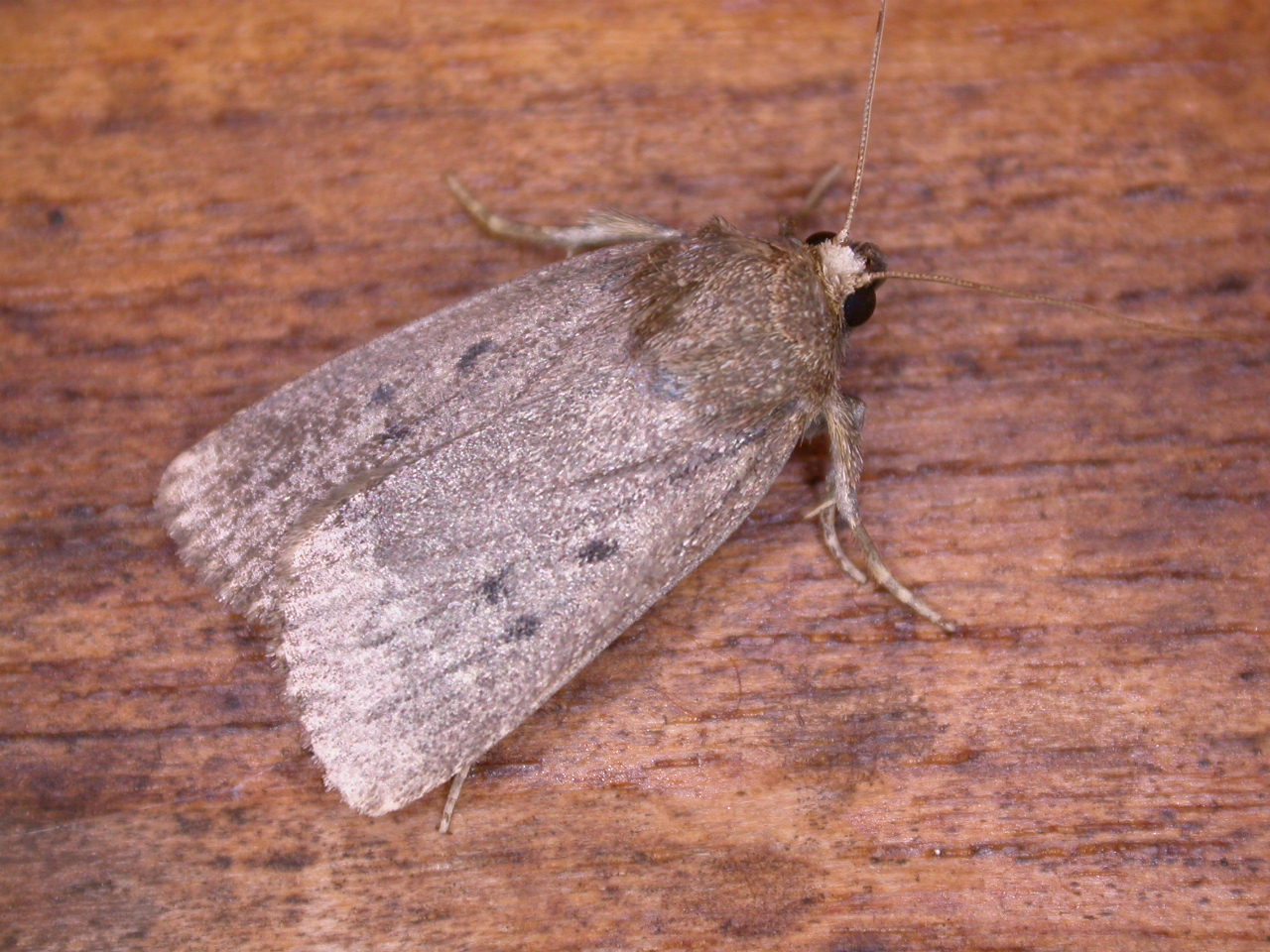
Amphipyra tragopoginis
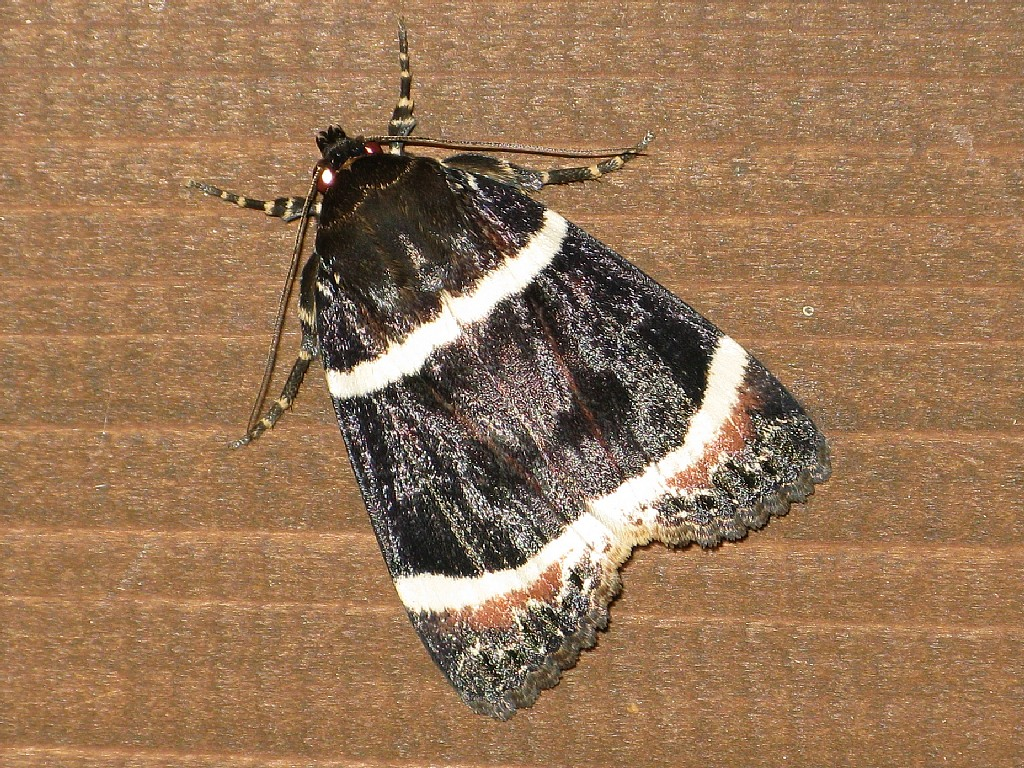
Amphipyra tripartita
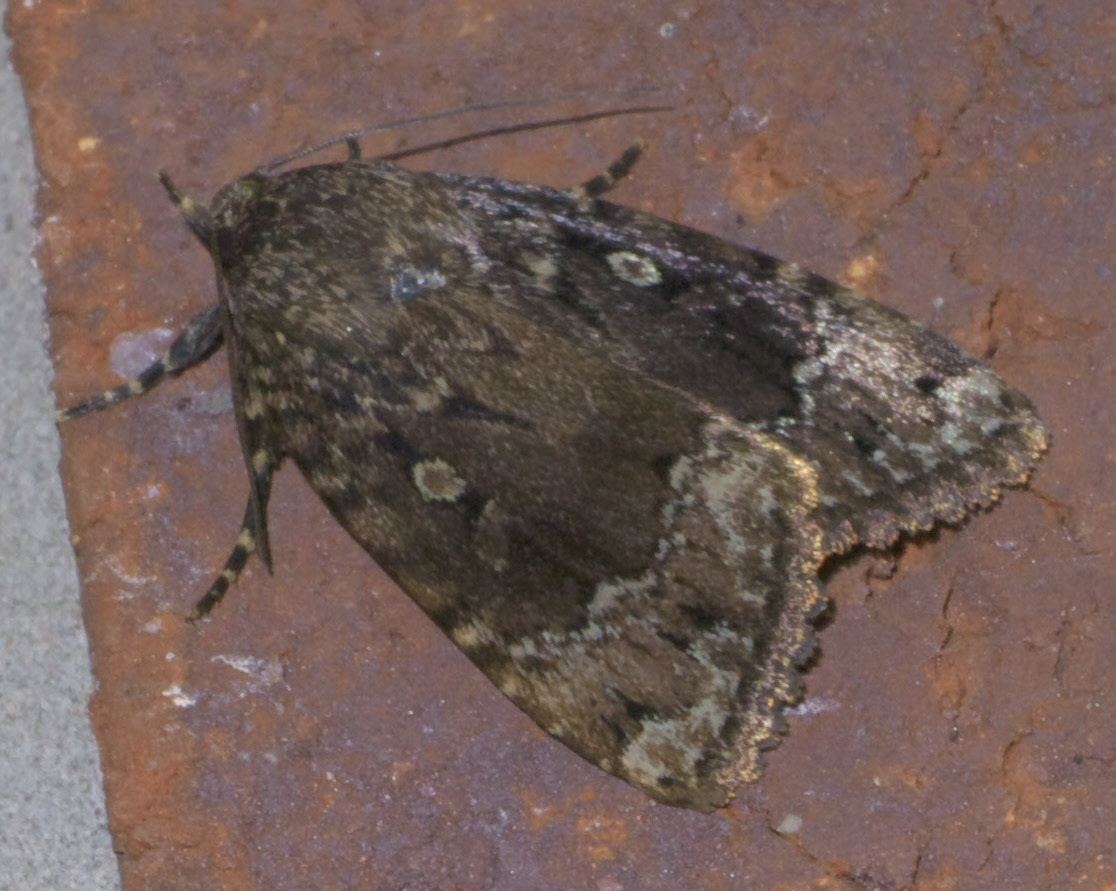
Amphipyra pyramidoides

### Larvae

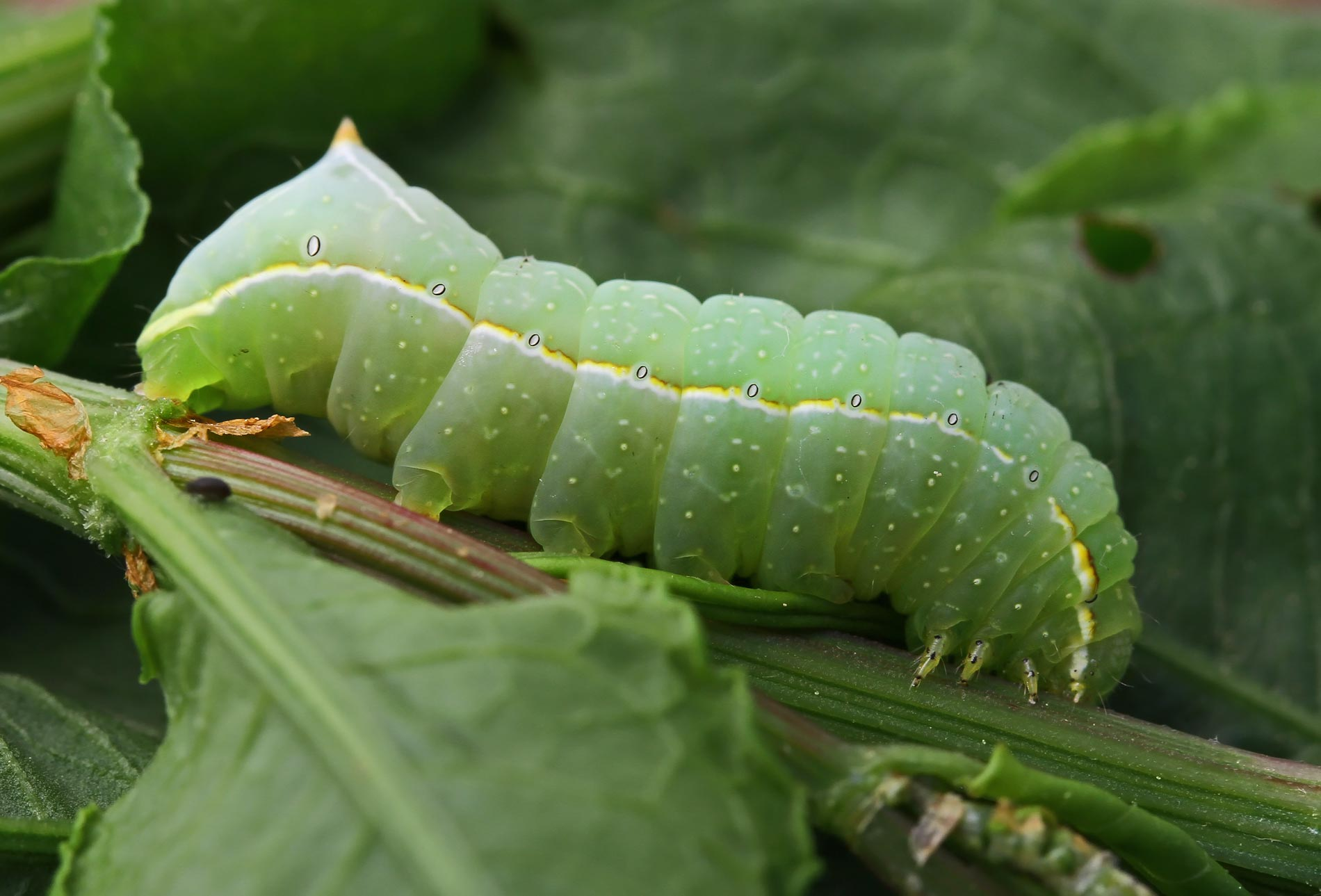
Amphipyra berbera
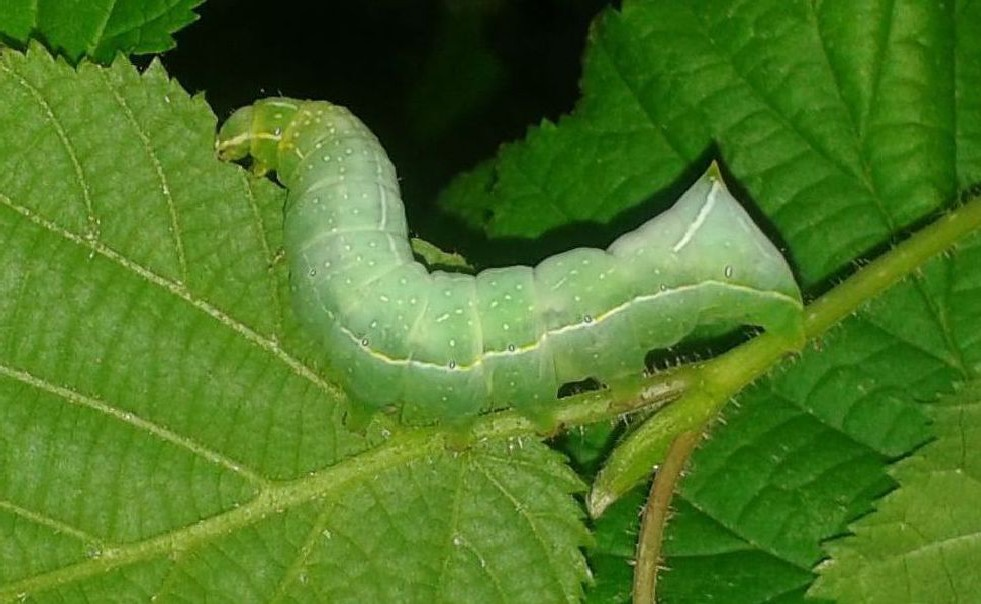
Amphipyra pyramidea
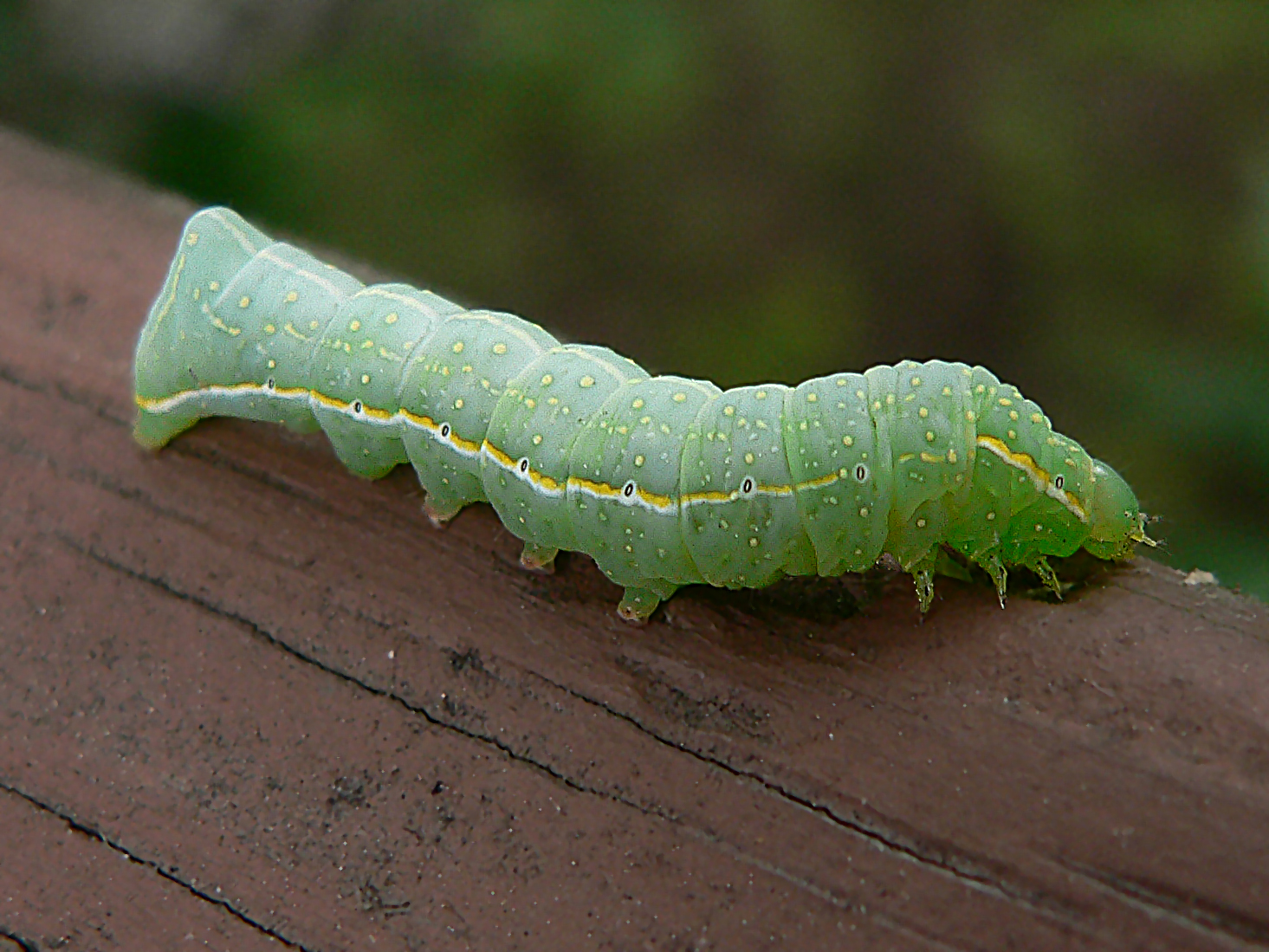
Amphipyra pyramidoides